# Fiul haiducului
Fiul haiducului (titlul original: în slovacă Jerguš Lapin) este un film dramatic cehoslovac, realizat în 1960 de regizorul Jozef Medveď după romanul din 1939 Tinerețea haiducului al scriitorului Ľudo Ondrejov, protagoniști fiind actorii Ivan Kauzlarič, Mária Bancíková, Hana Meličková și Ludovít Greššo.

## Rezumat
Jerguš Lapin s-a născut și și-a petrecut copilăria într-o colibă din munți. Mama sa, lipsită de sprijinul unui bărbat, și-a putut crește cu greu copiii. Muncind pentru a-și ajuta mama, Jerguš începe să înțeleagă de timpuriu cine este vinovat de viața de mizerie a muntenilor. El capătă primele experiențe de viață cunoscînd atît exploatarea bogaților cît și cea a unui mare industriaș. Hotărit să nu devină sclav al unor astfel de oameni și să lupte împotriva nedreptății, Jerguš pleacă în munți să se alăture haiducilor, așa cum odinioară procedase și tatăl său... 

## Distribuție
- Ivan Kauzlarič – Jerguš Lapin
- Mária Bancíková – mama lui Jerguš
- Hana Meličková – mătușa Budácová
- Ludovít Greššo – Baca
- Jozef Kroner – unchiul Kosalkula
- Vladimír Petruška – un muncitor zilier
- Ján Mildner – sluga Jáno
- Margaréta Lopatová – Kosalkula
- Alojz Kramár – directorul de fabrică
- Ján Potúček –
- Melita Molnárová – Zuzka Josulková
- Peter Bulík – Palo Stierenka
- Dušan Štulajter –
- Milena Kočišová –
- Július Hauser –
- Václav Litva –
- Ján Mildner – servant Jáno
- Jozef Čierny –
- Ľudovít Reiter –
- Vojtech Kovarík –
- Naďa Nináčová –
- Viera Vajsová – fiica lui Tovarnik
- Teodor Piovarči –
- Ondrej Záturecký –
- Zdeněk Říha – un comediant
- Karol Badáni – un cetnic
- Jozef Šimonovič jr. – un cetnic
- František Karas –
- Terézia Kováčová –
- Štefan Suja –

## Lansare
Filmul Fiul haiducului a avut premiera în Cehoslovacia pe data de 4 noiembrie 1943.
În România premiera filmului a avut loc la data de 1 august 1962 la cinematograful „I. C. Frimu” din capitală.